# 伊那本鄉站
伊那本鄉站（日语：／ Ina-hongō eki */?）是位於日本長野縣上伊那郡飯島町本鄉的東海旅客鐵道（JR東海）飯田線車站。

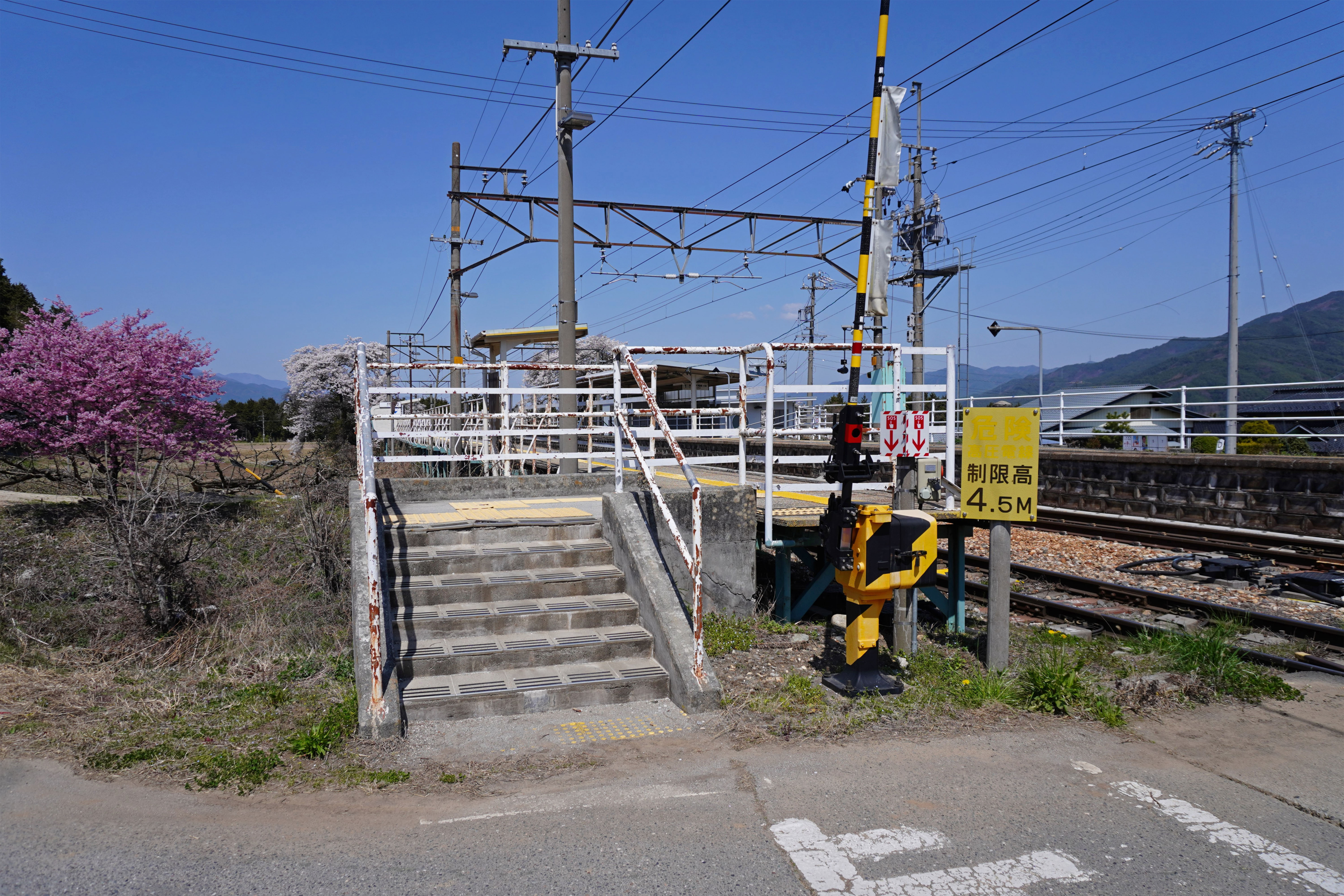
2號月台入口(2023年4月)

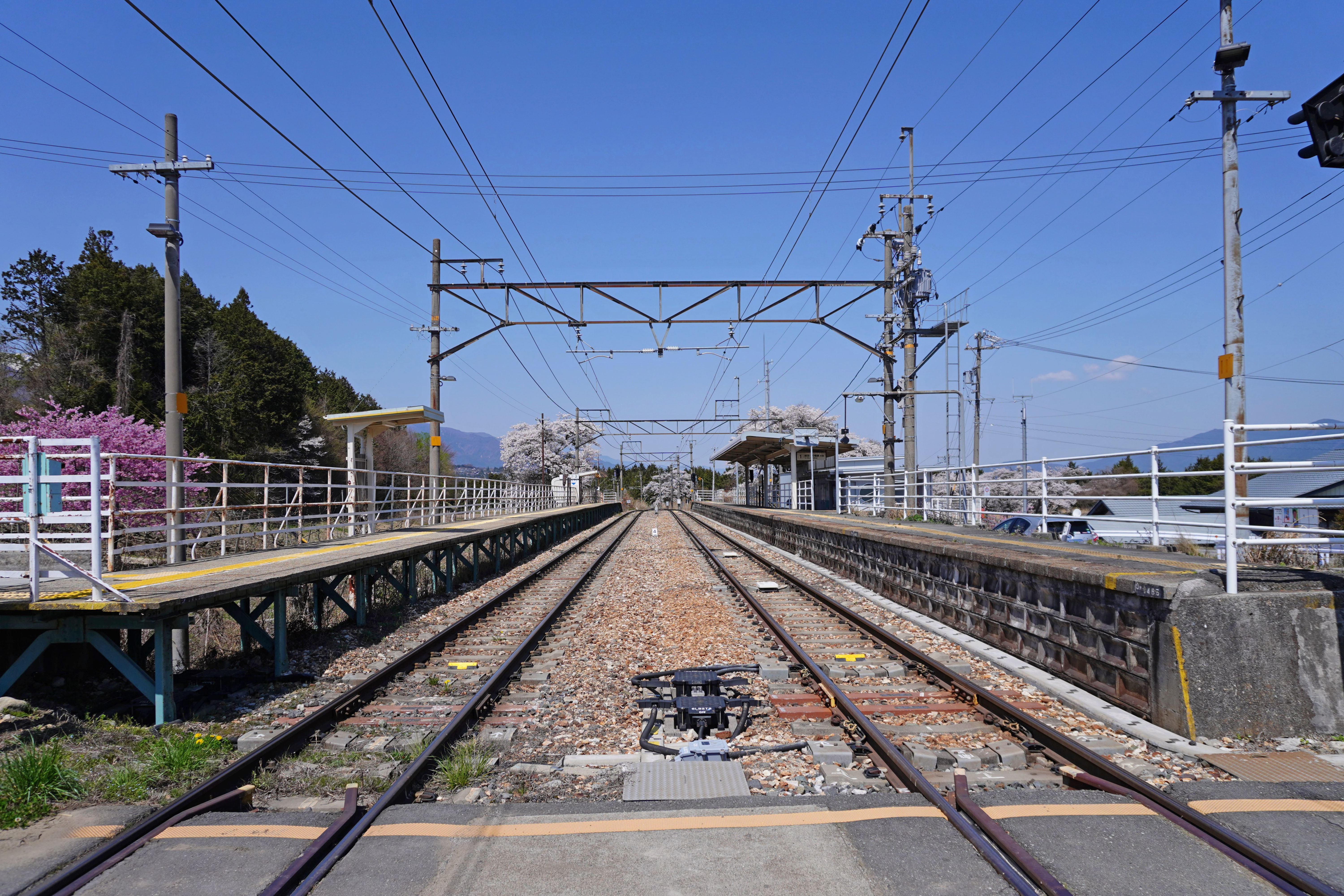
月台全景(2023年3月)

## 車站構造
- 相對式月台，2面2線，可以列車交會。
- 地面車站。
- 由伊那市站管理的無人站。
- 上行線設有站舍。

### 月台配置
| 月台 | 路線   | 方向 | 目的地           |
| ---- | ------ | ---- | ---------------- |
| 1    | 飯田線 | 上行 | 飯田、天龍峽方向 |
| 2    | 飯田線 | 下行 | 辰野方向         |

## 車站周邊
車站附近為梨田。
- 大本鄉
- 伊南行政組合消防本部 南消防署
- 臨照山 西岸寺
- 飯島陣屋

## 历史
- 1918年（大正7年）7月23日 - 伊那電車軌道（1919年改名為伊那電氣鐵道）飯島站至七久保站延伸段啟用。新設伊那本鄉站。
- 1943年（昭和18年）8月1日 - 伊那電氣鐵道線國有化，成為國鐵飯田線車站。
- 1966年（昭和41年）3月25日 - 可以列車交會。
- 1971年（昭和46年）12月1日 - 行李與貨物起卸服務停止。
- 1983年（昭和58年）2月24日 - CTC化，成為無人站。
- 1987年（昭和62年）4月1日 - 因國鐵分割民營化，本站成為東海旅客鐵道的車站。
- 2008年（平成20年）9月1日 - 開始建造候車室。
- 2009年（平成21年）2月28日 - 候車室完工。

## 相鄰車站
東海旅客鐵道
 飯田線
■快速「水篶」（只限上行停靠）、■普通 
七久保－伊那本鄉－飯島